# Catalent
Catalent — фармацевтическая компания со штаб-квартирой в Сомерсете, штат Нью-Джерси. Специализируется на конечной формулировке и упаковке препаратов для других компаний. Выделена в 2007 году из компании Cardinal Health.

## История
Cardinal Health была основана в 1971 году, к середине 1990-х годов стала третьей крупнейшей в США по оптовой торговле медикаментами. С покупки в 1996 году PCI Services компания начала развивать подразделение упаковки лекарственных препаратов. В последующие годы было куплено ещё несколько компаний в этой сфере, в частности в 1998 году была поглощена R.P. Scherer Corporation, основанная в 1933 году, которая первой начала выпуск лекарств в желатиновых капсулах. В 2007 году подразделение было выделено в компанию Catalent Pharma Solutions при участии Blackstone Group. В июле 2014 года компания провела размещение своих акций на Нью-Йоркской фондовой бирже.

## Деятельность
Компания производит около 70 млрд доз лекарств 7000 наименований в год. Компании принадлежит 56 фабрик, из них 26 в Северной Америке, 19 в Европе, 7 в Азии и 4 в Южной Америке.
Крупнейшими клиентами компании являются AstraZeneca, Bristol Myers Squibb, GlaxoSmithKline, Johnson & Johnson, Moderna, Pfizer и Laboratoires Pierre Fabre. На США приходится 62 % выручки.
Основные категории продукции по состоянию на 2020/21 финансовый год:
- протеиновые препараты и препараты для клеточной и генной терапии — 52 % выручки;
- другие патентованные лекарства — 33 % выручки;
- дженерики — 4 % выручки;
- безрецептурные препараты — 6 % выручки;
- потребительские и ветеринарные товары, медицинское и диагностическое оборудование — 5 % выручки.

На растворы для инъекций пришлось 48 % выручки, на желатиновые капсулы — 25 %, на таблетки и спреи — 17 %, на препараты для клинических испытаний — 10 %.